# Kanton Le Gosier
Der Kanton Le Gosier ist ein französischer Wahlkreis im Arrondissement Pointe-à-Pitre in der Region Guadeloupe.
Der Kanton wurde im Zuge der Neuordnung der französischen Kantone im Jahr 2015 neu geschaffen und umfasst den südöstlichen Teil der Gemeinde Le Gosier. Der andere Teil der Gemeinde gehört zum Kanton Les Abymes-3. Zuvor war die Gemeinde aufgeteilt in die Kantone Le Gosier-1 und Le Gosier-2.

## Gemeinden
- Le Gosier (Teilgebiet)